# Llista de plats típics menorquins

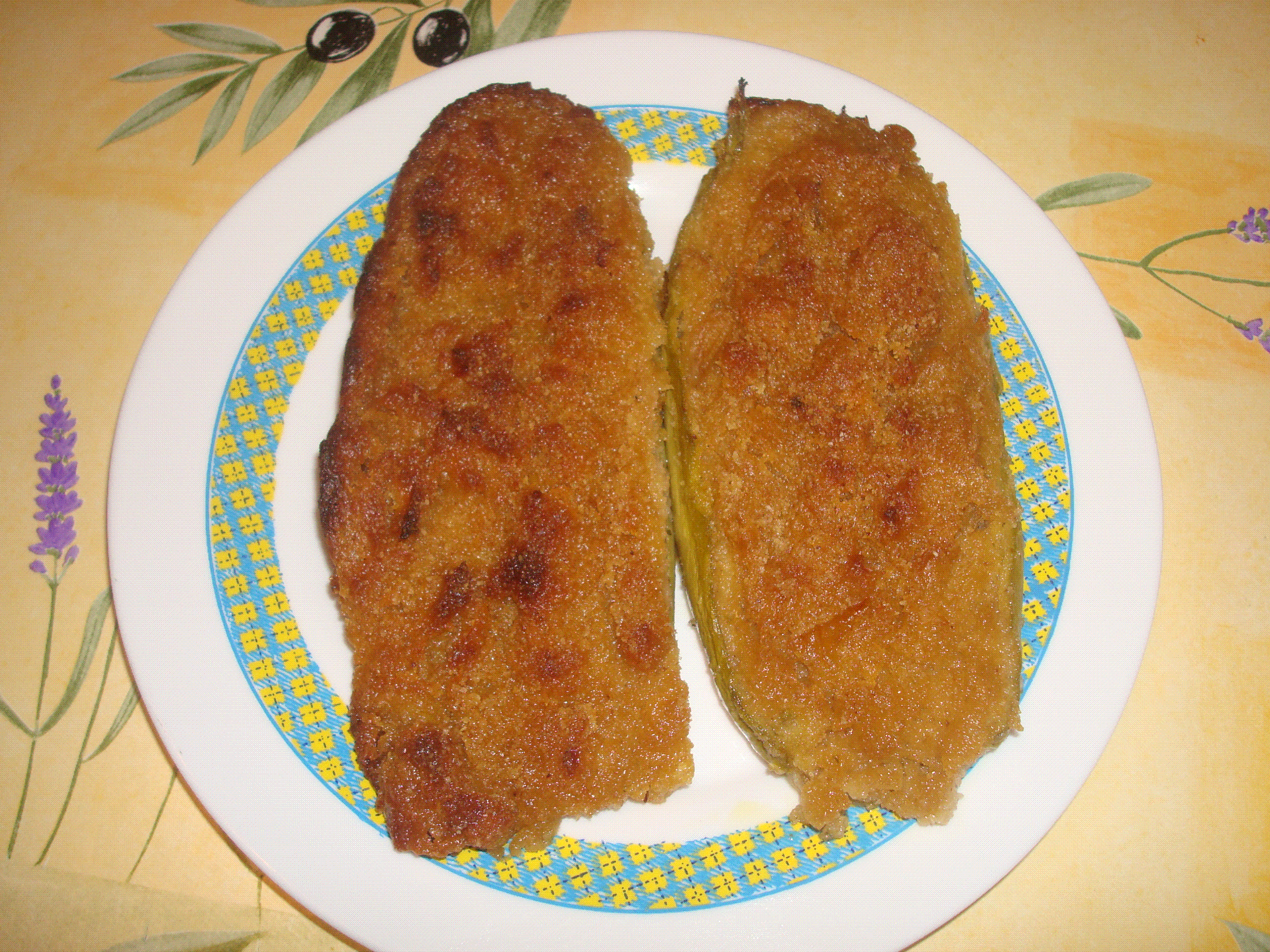
Carbassons farcits

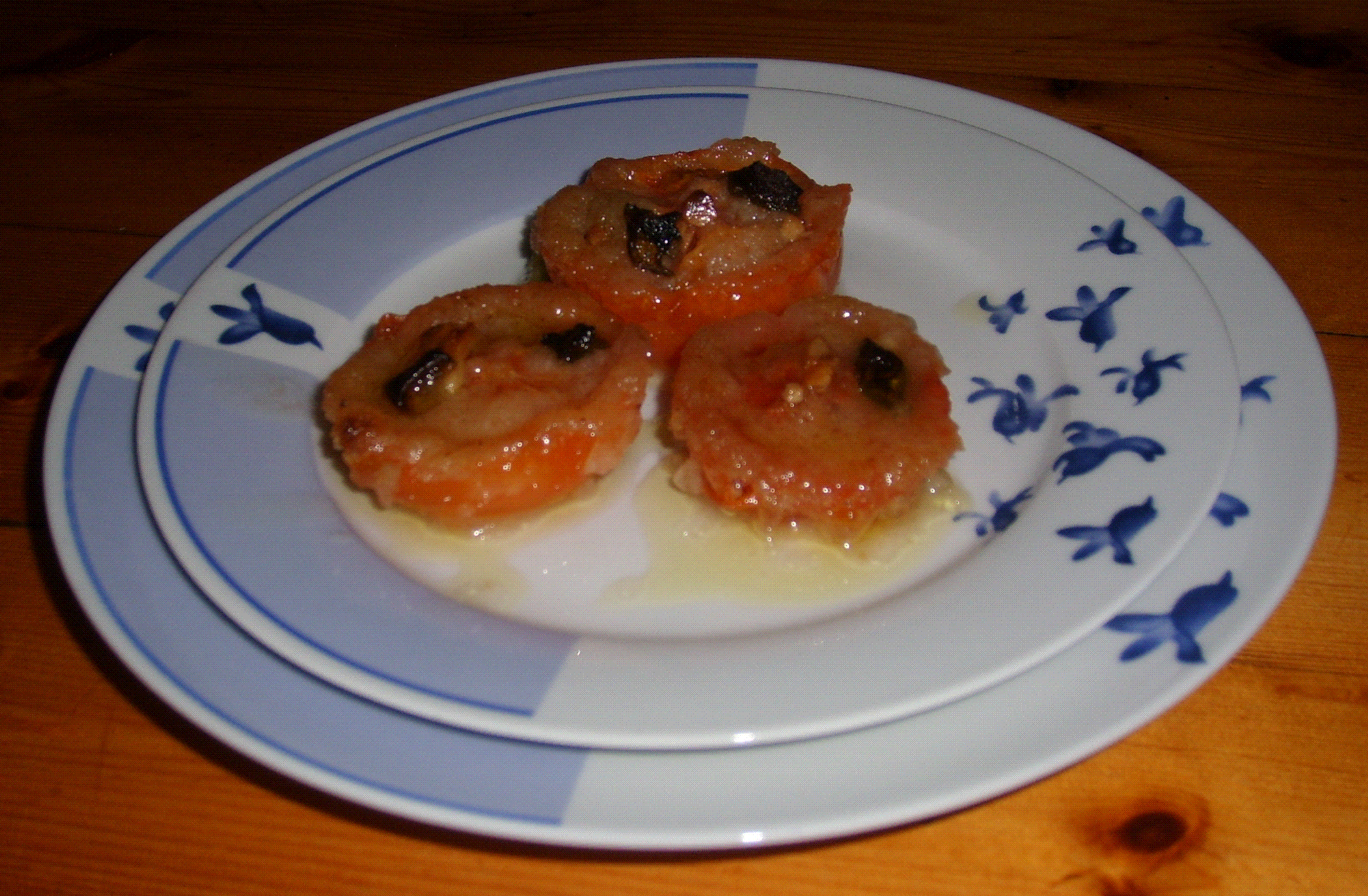
Tomàtics al forn

La llista plats típics menorquins és una llista en ordre alfabètic de plats típics de la gastronomia de Menorca.
La cuina menorquina té molts de plats que han perdurat al llarg del temps i s'han passat les seves receptes de mares i pares a fills i filles, sempre mitjançant la tradició oral. Els darrers anys la cuina i els cuiners i cuineres de l'Estat Espanyol han estat reconeguts. Aquest reconeixement d'arreu del món ha fet que la cuina tradicional agafés una embranzida molt important.
- Albergínies al forn, tallades a làmines i gratinades amb all, julivert i pa ratllat, un exemple de cuina pagesa amb bons productes de la terra.
- Albergínies plenes
- L'arròs de la terra és un plat que se solia fer per la matança del porc.
- Els carbassons farcits és un plat típic de la gastronomia menorquina. El fet d'utilitzar per a la seva elaboració ingredients del camp com són el carbassons, el tomàtic i els ous, entre d'altres ens indica que la pagesia de Menorca utilitzava aquest plat molt sovint. Aquest plat degut al fet d'utilitzar únicament productes trets del camp es converteix en un plat en èpoques de poca bonança econòmica on s'aprofitava el que donava la terra per alimentar-se.
- Caragols amb cranca, un mar i muntanya menorquí a base de caragols de terra.
- Ciurons cuinats
- Escopinyes al forn
- Formatjada
- L'oliaigu és una sopa d'origen pagès, molt típica a Menorca, que es pot menjar amb figues fresques.
- El perol és un plat amb làmines de patata, ceba i tomàtic que es gratina al forn cobert de pa ratllat, all i julivert, com és típic a l'illa.
- Els tomàtics al forn també és un altre plat típic de la gastronomia desenvolupada i nascuda a l'illa de Menorca que aprofita els productes del camp per treure-li un profit molt important. Avui, aquest plat s'acompanya de carn en la seva elaboració però aquest fet no es donava fa relativament poc pel fet que la carn resultava cara pels habitants menorquins.